# Kim Jung-woo
Kim Jung-Woo (ur. 9 maja 1982 w Seulu) – koreański piłkarz. Obecnie gra dla Gwangju Sangmu na pozycji pomocnika.

## Gole w reprezentacji
| Data            | Miejsce      | Przeciwnik | Gole  | Wynik | Rozgrywki                       |
| --------------- | ------------ | ---------- | ----- | ----- | ------------------------------- |
| 18 lipca 2007   | Dżakarta     | Indonezja  | 1 gol | 1-0   | Puchar Azji w piłce nożnej 2007 |
| 4 lutego 2009   | Dubaj        | Bahrajn    | 1 gol | 2-2   | Mecz towarzyski                 |
| 9 stycznia 2010 | Johannesburg | Zambia     | 1 gol | 2-4   | Mecz towarzyski                 |
| 7 lutego 2010   | Tokio        | Hongkong   | 1 gol | 5-0   | EAFF Mistrzostwa 2010           |